# Max Dohner
Max Dohner (* 15. Juli 1954) ist ein Schweizer Schriftsteller und Journalist.

## Leben
Dohner ist in Uetikon am Zürichsee aufgewachsen. Sein Vater war Schichtarbeiter, die Mutter Hausfrau. Er studierte Germanistik und Philosophie an der Universität Zürich, anschliessend war er als Deutschlehrer tätig. Von 1980 bis 1985 lebte er in Nicaragua und arbeitete als Sprachlehrer an der Zentralamerikanischen Universität (UCA) in Managua als Übersetzer und Dolmetscher. Seit 1985 ist Max Dohner Schriftsteller und Journalist. Er ist Mitglied der Vereinigung Autorinnen und Autoren der Schweiz (AdS) und arbeitet als fest angestellter Autor der az Nordwestschweiz, der drittgrössten Tageszeitung der Schweiz.

## Werke
- Mehr Zeit als Leben: Geschichten zur falschen Zeit, am falschen Ort, mit dem richtigen Gefühl. Verlag im Effingerhof, Lenzburg 1996, ISBN 3-85648-117-6.
- Hügli – c’est moi. AT-Verlag, Aarau/Stuttgart 2001, ISBN 3-85502-782-X.
- Die sieben Alter der Liebe. teamart-Verlag, Zürich 2006, ISBN 978-3-908126-29-4.
- Liebeslauben: 77 Einflüsterungen zur Verfeinerung unserer tiefsten Passion. Rüffer & Rub, Zürich 2007, ISBN 978-3-907625-35-4.
- Das Glück der Flüchtigen. Braumüller Literaturverlag, Wien 2014, ISBN 978-3-99200-108-8.
- Am Himmel kaum Gefälle. Geschichten und Porträts. Rüffer & Rub, Zürich 2019, ISBN 978-3-906304-46-5.

### Buchbeiträge
- Das Riesenrad. In: Love Love Love – Liebe auf den ersten Blick. Fischer Taschenbuch Verlag, Frankfurt/Main 2001, ISBN 3-596-14971-1.
- Sich auflehnen. in der Zeitung. wo sonst?. In: Ueli Sager: Der wiederholende Blick, Verlag Martin Wallimann, Alpnach 2011, ISBN 978-3-908713-93-7.

## Preise und Auszeichnungen
- 1992:	Erster Preis, Prosa-Wettbewerb, Marianne und Curt Dienemann-Stiftung, Luzern
- 1995:	Förderungsbeitrag für Literatur, Aargauer Kuratorium
- 1999:	Werk-Stipendium, Elisabeth Forberg-Stiftung, Luzern
- 2000:	Medienpreis Aargau/Solothurn
- 2001:	Werkbeitrag des Kantons Zürich
- 2001:	BZ-Preis für Lokaljournalismus, Spezialpreis der Jury, Fribourg/Bern
- 2002:	Beitrag ans künstlerische Schaffen, Aargauer Kuratorium
- 2005:	Journalist des Jahres, Kategorie Regionales, Fachzeitschrift «Schweizer Journalist»
- 2008:	Beitrag ans künstlerische Schaffen, Aargauer Kuratorium
- 2009: BZ-Preis für Lokaljournalismus, Fribourg/Bern
- 2009:	Ostschweizer Medienpreis, St. Gallen
- 2010: Künstleratelier, Salvador da Bahia, Brasilien. Aargauer Kuratorium
- 2011:	Werkbeitrag, Aargauer Kuratorium
- 2012:	Shortlist für den Henri-Nannen-Preis, Hamburg